# غواصة كي-278 كمساموليتس
غواصة كي-278 كومسوموليتس (بالروسية: проект-685 плавник) هي غواصة نووية. قام الاتحاد السوفيتي بإنشائها في سنة 1978 واكتمل إنشاؤها في سنة 1983. هي مزودة بتكنولوجيا الجيل الرابع. كان يبلغ طولها 117.5 مترًا. وكانت قادرة على الغوص بعمق 1020 مترًا. قامت البحرية السوفيتية بوضعها على بحر النرويج. في يوم 7 أبريل غرقت هذه الغواصة بعد اندلاع حريق بداخلها أدى لمصرع كل طاقمها البالغ 42 شخصًا في سنة 1989.